# Lijst van voetbalinterlands Congo-Brazzaville - Zimbabwe
Deze lijst van voetbalinterlands is een overzicht van alle officiële voetbalwedstrijden tussen de nationale teams van Congo-Brazzaville en Zimbabwe. De landen hebben tot op heden vier keer tegen elkaar gespeeld. De eerste ontmoeting, een kwalificatiewedstrijd voor de Afrika Cup 1992, vond plaats op 1 september 1990 in Brazzaville. Het laatste duel, een kwalificatiewedstrijd voor de Afrika Cup 2019, werd gespeeld in Harare op 24 maart 2019.

## Wedstrijden
| № | Plaats      | Datum            | Competitie                   | Wedstrijd                    | Uitslag |
| - | ----------- | ---------------- | ---------------------------- | ---------------------------- | ------- |
| 1 | Brazzaville | 1 september 1990 | Afrika Cup 1992 kwalificatie | Congo-Brazzaville − Zimbabwe | 2 − 0   |
| 2 | Harare      | 14 juli 1991     | Afrika Cup 1992 kwalificatie | Zimbabwe − Congo-Brazzaville | 2 − 2   |
| 3 | Brazzaville | 9 september 2018 | Afrika Cup 2019 kwalificatie | Congo-Brazzaville − Zimbabwe | 1 − 1   |
| 4 | Harare      | 24 maart 2019    | Afrika Cup 2019 kwalificatie | Zimbabwe − Congo-Brazzaville | 2 − 0   |

## Samenvatting
| Competitie              | Totaal gespeeld | Winst Congo-Brazzaville | Gelijk | Winst Zimbabwe | Doelsaldo Congo-Brazzaville – Zimbabwe |
| ----------------------- | --------------- | ----------------------- | ------ | -------------- | -------------------------------------- |
| Afrika Cup-kwalificatie | 4               | 1                       | 2      | 1              | 5 − 5                                  |
| Totaal                  | 4               | 1                       | 2      | 1              | 5 − 5                                  |

Wedstrijden bepaald door strafschoppen worden, in lijn met de FIFA, als een gelijkspel gerekend.
FCF · 
Vrouwenelftal van Congo-Brazzaville
1960–1969 ·
1970–1979 ·
1980–1989 ·
1990–1999 ·
2000–2009 ·
2010–2019 ·
2020−2029
1960 ·
1961 ·
1962 ·
1963 ·
1964 · 
1965 ·
1966 · 
1967 ·
1968 · 
1969 ·
1970 · 
1971 ·
1972 · 
1973 ·
1974 · 
1975 · 
1976 ·
1977 · 
1978 ·
1979 ·
1979 · 
1980 ·
1980 · 
1981 ·
1982 ·
1983 ·
1984 · 
1985 ·
1986 · 
1987 ·
1988 · 
1989 ·
1990 · 
1991 ·
1992 · 
1993 ·
1994 · 
1995 ·
1996 · 
1997 ·
1998 · 
1999 ·
2000 · 
2001 ·
2002 · 
2003 ·
2004 · 
2005 · 
2006 ·
2007 · 
2008 ·
2009 · 
2010 · 
2011 ·
2012 · 
2013 · 
2014 ·
2015 ·
2016 ·
2017 ·
2018 ·
2019 ·
2020 ·
2021 ·
2022 ·
2023
Algerije ·
Angola ·
Benin ·
Burkina Faso ·
Burundi ·
Canada ·
Centraal-Afrikaanse Republiek ·
Congo-Kinshasa ·
Egypte ·
Equatoriaal-Guinea ·
Ethiopië ·
Gabon ·
Gambia ·
Ghana ·
Guinee ·
Guinee-Bissau ·
Ivoorkust ·
Kaapverdië ·
Kameroen ·
Kenia ·
Liberia ·
Libië ·
Madagaskar ·
Malawi ·
Mali ·
Marokko ·
Mauritanië ·
Mauritius ·
Mozambique ·
Namibië ·
Niger ·
Nigeria ·
Noord-Korea ·
Oeganda ·
Rwanda ·
Sao Tomé en Principe ·
Saoedi-Arabië ·
Senegal ·
Sierra Leone ·
Soedan ·
Swaziland ·
Tanzania ·
Thailand ·
Togo ·
Tsjaad ·
Tunesië ·
Zambia ·
Zimbabwe ·
Zuid-Afrika ·
Zuid-Soedan
ZFA ·
Bondscoaches ·
Selecties · 
Topscorers · 
Zimbabwaans vrouwenelftal
1980 – 1989 · 
1990 – 1999 · 
2000 – 2009 · 
2010 – 2019 ·
2020 − 2029
1980 · 
1981 · 
1982 · 
1983 · 
1984 · 
1985 · 
1986 · 
1987 · 
1988 · 
1989 · 
1990 · 
1991 · 
1992 · 
1993 · 
1994 · 
1995 · 
1996 · 
1997 · 
1998 · 
1999 · 
2000 · 
2001 · 
2002 · 
2003 · 
2004 · 
2005 · 
2006 · 
2007 · 
2008 · 
2009 · 
2010 · 
2011 · 
2012 · 
2013 · 
2014 ·
2015 ·
2016 ·
2017 ·
2018 · 
2019 ·
2020 ·
2021 ·
2022 ·
2023
Algerije ·
Angola ·
Australië ·
Bahrein ·
Benin ·
Bosnië en Herzegovina · 
Botswana ·
Brazilië · 
Burkina Faso ·
Burundi ·
Centraal-Afrikaanse Republiek ·
China ·
Comoren ·
Congo-Brazzaville ·
Congo-Kinshasa ·
Djibouti ·
Egypte ·
Eritrea ·
Ethiopië ·
Gabon ·
Ghana ·
Guinee ·
Indonesië ·
Ivoorkust ·
Jordanië ·
Kaapverdië ·
Kameroen ·
Kenia ·
Koeweit ·
Lesotho ·
Liberia ·
Libië ·
Madagaskar ·
Malawi ·
Mali ·
Marokko ·
Mauritanië ·
Mauritius ·
Mozambique ·
Namibië ·
Nigeria ·
Oeganda ·
Oman ·
Rwanda ·
Qatar ·
Saoedi-Arabië ·
Senegal ·
Seychellen ·
Soedan ·
Somalië ·
Swaziland ·
Tanzania ·
Togo ·
Tunesië ·
Vietnam ·
Zaïre ·
Zambia ·
Zuid-Afrika · 
Zwitserland